# يوم الحليت
يوم الحليت وهو يوم من أيام العرب قبل الإسلام وكان بين بني لحيان من هذيل وقبيلة جهينة وكان ثأرا لمقتل عصمة الاضياف من بني سهم بن معاوية. وقع اليوم في منطقة الحليت من ديار بني عامر قال أبو عبيدة البكري «حِلِّيت، موضع في ديار بني عامر».

## الأحداث
ذكر الأصمعي عبد الملك الباهلي أخبار هذا اليوم فقال.
| يوم الحليت | كان أبو ضب من بنو لحيان أنه جاءته امرأة من بني سهم بن معاوية قُتل أخ لها يقال له عصمة الاضياف فتلة أسلم رجل من جهينة فذكرت لأبو ضب ذلك وكان أبو ضب لا يموت احد من هذيل مقتولا الا وقتل قاتله . فخرج هو والركاب - ابن اخته - حتى وجد القوم (جهينة) في دبر منطقة الحليت فبيتهم أبو ضب وصاحبة فأصابوا أهل تلك الديار وقتلوا مسعود سيد القوم - جهينة - ثم انصرفوا فخرج القوم في اثارهم فرأوا الافاعي صرعى تحت اقدامهما فرجعوا الى قومهم | يوم الحليت |

قال أبو ضب الهذلي في هذا اليوم.